# Phycosoma oecobioides
Phycosoma oecobioides là một loài nhện trong họ Theridiidae.
Loài này thuộc chi Phycosoma. Phycosoma oecobioides được Octavius Pickard-Cambridge miêu tả năm 1879.